# Pretty Fly (for a White Guy)
Pretty Fly (for a White Guy) (с англ. — «Довольно клёвый (для белого парня)») — сингл, выпущенный группой The Offspring, c их пятого студийного альбома 1998 года Americana. Песня добилась значительной популярности, добравшись до 53 строчки в родном «The Billboard Hot 100», и заняв 1-е место в британских и австралийских чартах. Это самая коммерчески успешная песня группы.
Песня является седьмым треком альбома-сборника 2005 года Greatest Hits.

## Текст песни
Начинается с семпла псевдонемецкой бессмысленной фразы «Gunther glieben glauchen globen» из песни «Rock of Ages» группы «Def Leppard», заменяя традиционное «1, 2, 3, 4» для старта записи. Песня высмеивает подражателей афроамериканской культуры — «виггеров», которые погружаются в хип-хоп-культуру не потому, что они действительно это любят, а потому что это модно. Песня открыто издевается над средним классом пригородных молодых людей, которые слушают рэп-музыку по этой причине. Женский вокал — Ника Футтерман.

## Список композиций

### Оригинальное издание
| №  | Название                                      | Длительность |
| -- | --------------------------------------------- | ------------ |
| 1. | «Pretty Fly (for a White Guy)»                | 3:08         |
| 2. | «Pretty Fly (for a White Guy) (The Geek Mix)» | 3:07         |
| 3. | «All I Want (Live)»                           | 2:02         |

### Australia CD Maxi
| №  | Название                                      | Длительность |
| -- | --------------------------------------------- | ------------ |
| 1. | «Pretty Fly (for a White Guy)»                | 3:08         |
| 2. | «Pretty Fly (for a White Guy) (The Geek Mix)» | 3:07         |
| 3. | «No Brakes»                                   | 2:06         |

### Europe CD Maxi
| №  | Название                                                       | Длительность |
| -- | -------------------------------------------------------------- | ------------ |
| 1. | «Pretty Fly (for a White Guy)»                                 | 3:08         |
| 2. | «Pretty Fly (for a White Guy) (The Geek Mix)»                  | 3:07         |
| 3. | «Pretty Fly (for a White Guy) (The Baka Boys Low Rider Remix)» | 3:03         |
| 4. | «All I Want (Live)»                                            | 2:02         |

## Музыкальное видео
В видео, режиссёром которого выступил Макджи, «белый парень» проезжает через город в своем лоурайдере и пытается выглядеть круто перед людьми, играя с гидравлической системой автомобиля и прерывая сессии брейк-данса на свой простенький танец. Затем девушки переносят его на водную вечеринку и бросают в бассейн. Видео заканчивается тем, что «белый парень» возвращается домой и пугает свою младшую сестру, одетую в костюм феи, своим внешним видом.